# Asia (formație)
Asia este o formație britanică de muzică rock. A fost fondată în anul 1981 ca un supergrup alcătuit din membri ce au activat în diferite formații de rock progresiv: John Wetton (fost basist și solist vocal în formații precum King Crimson, Family și U.K.), Steve Howe (chitaristul formației Yes), Geoff Downes (claviaturist în Yes și The Buggles) și Carl Palmer (toboșar în Emerson, Lake & Palmer).
Formația a trecut prin numeroase schimbări de componență de-a lungul istoriei până în 2006 când s-a refăcut formula originală. În paralel există o formație secundară cu numele Asia Featuring John Payne ca o continuare a carierei lui John Payne ca basist și solist vocal în Asia din 1991 până în 2006. În 2013 Steve Howe a părăsit formația pentru a se ocupa de alte proiecte iar locul său a fost luat de Sam Coulson.

## Istoric

### Formarea
Asia a fost fondată la începutul anului 1981 după aparenta destrămare a formațiilor Yes și Emerson, Lake & Palmer, două dintre cele mai importante formații britanice de rock progresiv. După destrămarea formației King Crimson în 1974 s-au vehiculat diferite planuri de a forma un supergrup cu basistul John Wetton, inclusiv proiectul ulterior abandonat pentru British Bulldog din 1976 cu toboșarul Bill Bruford și claviaturistul Rick Wakeman. Wakeman a părăsit acest proiect la recomandarea conducerii, conform lui Bill Bruford. În 1977 Bruford și Wakeman s-au reîntâlnit în U.K. împreună cu chitaristul Allan Holdsworth și claviaturistul/violonistul Eddie Jobson. Albumul omonim a fost lansat în 1978 dar în 1980 formația s-a destrămat după o schimbare de componență și două albume lansate. Atunci s-a propus un nou proiect de supergrup cu Wetton, Wakeman, toboșarul Carl Palmer și chitaristul/solistul vocal Trevor Rabin dar Wakeman a părăsit și acest proiect înainte ca noul grup să semneze cu Geffen și înainte să cânte împreună.
La sfârșitul lunii decembrie 1980 Wetton și fostul chitarist de la Yes Steve Howe au fost aduși împreună de John Kalodner și Geffen Records pentru a compune material pentru un nou album. La începutul anului 1981 li s-au alăturat și Carl Palmer și Geoff Downes.

### 1981-1985: Primii ani
Albumul omonim de debut al formației, Asia, a fost lansat în martie 1982 și s-a bucurat de un succes comercial important, ocupând prima poziție în topul albumelor din Statele Unite timp de nouă săptămâni și fiind vândut în peste patru milioane de exemplare doar în Statele Unite; la nivel mondial a fost vândut în peste 10 milioane de exemplare și nu a ieșit niciodată din tiraj. Melodiile "Only Time Will Tell" și "Heat of the Moment" au devenit importante melodii Top 40, amândouă fiind intens promovate la MTV. "Sole Survivor" a fost și ea frecvent difuzată la posturile de radio rock din Statele Unite, la fel și "Wildest Dreams" și "Here Comes the Feeling". Poate cea mai cunoscută melodie a formației, "Heat of the Moment", a ocupat locul 4 în Billboard Hot 100.
În Statele Unite formația s-a bucurat de un succes enorm, toate spectacolele din turneul de debut având loc cu casa închisă. Asia va primi o nominalizare la Premiile Grammy din 1982 pentru Cel mai bun artist debutant. MTV a difuzat intens piesele Asia prin rotație - fiecare de până la cinci ori pe zi. Atât Billboard cât și Cash Box au numit albumul de debut ca fiind cel mai bun album al anului. Logoul formației și coperta primului album au fost realizate de artistul Roger Dean, cunoscut pentru colaborările sale cu Yes și Uriah Heep.
Totuși, nici următorul album, Alpha (lansat în august 1983), nici albumele Asia ulterioare nu au mai înregistrat același succes. Melodia "Don't Cry" a devenit un hit în vara anului 1983 și a fost intens difuzată la MTV în vreme ce melodia "The Smile Has Left Your Eyes" a devenit un hit Top 40. Și videoclipul acestei melodii a fost intens difuzat la MTV. Totuși, revista Rolling Stone a numit Alpha ca fiind un album comercial supraprodus iar alții au criticat faptul că Howe și Palmer au fost reduși la muzicieni de studio. Melodiile "Eye to Eye" și "My Own Time" au devenit favorite în rândul fanilor. Alpha a primit recenzii indiferente din partea celor mai mulți critici dar a reușit să obțină Discul de Platină și să ocupe locul 6 în topul Billboard.
În octombrie 1983 Wetton a părăsit formația aparent datorită vânzărilor dezamăgitoare ale albumului Alpha comparativ cu primul album. Formația a declarat că Wetton a părăsit formația și nu există o versiune universal agreată cu privire la ce s-a întâmplat. Wetton a declarat mai târziu că un motiv ar fi fost dependența sa de alcool. Indiferent de motiv, turneul american programat pentru toamna din 1983 a fost anulat, motivul oficial fiind vânzările slabe de bilete. Fostul lider al formațiilor King Crimson și Emerson, Lake & Palmer, Greg Lake, l-a înlocuit pe Wetton pentru un concert susținut la Nippon Budokan din Tokyo, Japonia din 6 decembrie 1983 care a fost primul concert din istorie care să fie transmis live prin satelit pentru MTV. O parte din melodii au trebuit să fie interpretate în altă tonalitate pentru a se potrivi vocii lui Lake, care a citit cea mai mare parte a versurilor de pe un prompter. Concertele din Japonia au fost un succes din punct de vedere financiar dar dezamăgitoare din punct de vedere muzical. Lake a părăsit formația la începutul anului 1984 iar Wetton a revenit în acel an pentru a lucra la următorul lor album. Dar Howe a părăsit formația la scurt timp după aceea și a fost înlocuit cu chitaristul de la Krokus, Mandy Meyer. Howe a înregistrat un succes scurt cu formația GTR, un alt supergrup format din Howe și fostul chitarist de la Genesis, Steve Hackett.

### 1985-1991:Astrași Uniunea Sovietică
Al treilea album al formației trebuia să se numească inițial Arcadia dar în timpul producției s-a descoperit că acest nume va fi folosit pentru o formație descendentă din Duran Duran. Albumul reintitulat Astra a fost lansat în noiembrie 1985 dar nu a înregistrat același succes comercial ca și primele două albume. Casa de discuri a anulat turneul de promovare din cauza lipsei de interes. Noul chitarist al formației, Mandy Meyer, a conferit un sunet hard-rock. Formația a avut un nou hit cu melodia "Go", al cărui videoclip a fost intens difuzat pe MTV. În 1986 această formulă a formației s-a prăbușit iar Asia a ajuns la final pentru moment.
Wetton a reapărut în 1987 cu un album înregistrat cu chitaristul Phil Manzanera, Wetton-Manzanera, care conținea melodii compuse inițial pentru Asia. Tot în 1987 Wetton a cântat cu formația Phenomena pe albumul lor Dream Runner care au avut un hit numărul unu în America de Sud cu melodia "Did It All for Love", Wetton apărând și în videoclipul acestei melodii.
Wetton și Downes au încercat să refacă Asia în 1987 cu chitaristul Scott Gorham (fost membru Thin Lizzy) și toboșarul Michael Sturgis (fost membru A-ha) dar această intenție s-a încheiat cu un eșec din cauza faptului că nu au reușit să semneze un contract la nivel internațional cu o casă de discuri. Wetton și Palmer au avut mai mult succes în a reface formația pentru câteva turnee în Europa în vara și toamna anului 1989. Downes (care lucra la un proiect cu Greg Lake) a fost indisponibil așa că la claviaturi a fost John Young. Chitarist în acest turneu a fost Alan Darby (care a fost înlocuit apoi cu germanul Holger Larisch). Deși Wetton a fost furios pe Asia pentru faptul că au continuat fără el în anii 1990, această formulă a fost privită într-o lumină favorabilă de ceilalți membri.
Asia a revenit în studio în 1990 cu chitaristul de la Toto, Steve Lukather, și alți muzicieni pentru a lansa Then & Now, un album greatest hits cu patru melodii noi. Melodia "Days Like These" a fost frecvent difuzată la posturile de radio și a refăcut un anume interes pentru formație. Formația a efectuat un turneu în Uniunea Sovietică în noiembrie 1990 pentru a cânta în fața a 20.000 de fani în două seri cu casa închisă. "Days Like These" a ocupat locul 64 în Statele Unite. A fost planificat și un videoclip dar a fost anulat deoarece mai multe probleme au îngreunat șansa melodiei de a intra în Top 40. Then & Now a primit certificarea Discul de Aur mulți ani mai târziu, inițial albumul având un succes modest și nu a reușit să intre în Top 100. Concertele Asia din Uniunea Sovietică sunt disponibile pe CD și DVD. Wetton a părăsit formația în aprilie 1991 după un turneu în America de Sud, descurajat de lipsa de succes a formației în Statele Unite.

### 1991-2006: Perioada John Payne
După ce Wetton a părăsit formația în 1991 a fost înlocuit cu basistul/solistul vocal John Payne care, împreună cu Geoff Downes, va duce mai departe formația Asia până în 2006. Primul album al formației Asia cu John Payne a fost Aqua, lansat în iunie 1992. În afară de Downes și Payne pe album au mai cântat Howe, Palmer și chitaristul Al Pitrelli (membru Danger, Danger, Megadeth și Alice Cooper). Howe a revenit în timpul înregistrărilor după ce a părăsit pentru a doua oară formația Yes dar Palmer a părăsit repede formația pentru a participa la o reuniune a formației Emerson, Lake & Palmer și a interpretat în doar trei melodii. În celelalte melodii au interpretat diferiți toboșari de studio. Melodia lui Downes "Who Will Stop the Rain?" (compusă inițial pentru Max Bacon și proiectul abandonat Rain) a fost frecvent difuzată la radio. În turneul de club ce a urmat a fost intens promovată prezența lui Howe. Acest turneu a avut un succes suficient cât să garanteze viitorul formației. Turneul din 1992-1993 a avut ca membri pe Payne, Downes, Howe, chitaristul Vinny Burns și toboșarul Trevor Thornton. Înainte de un turneu european la sfârșitul anului 1993 Howe și Burns au părăsit formația și au fost înlocuiți cu Keith More.
Următorul album, Aria, a fost lansat în mai 1994 cu un alt chitarist, Al Pitrelli, care va părăsi formația din nou în timpul scurtului turneu de promovare. Acest
lucru demonstrează dificultatea formației de a avea un chitarist permanent. Aria a fost o dezamăgire din punct de vedere comercial iar turneul de promovare a fost limitat la doar patru concerte. Fostul chitarist de la Simply Red, Aziz Ibrahim, a preluat locul în timpul turneului. Aria a prezentat și un nou toboșar, Michael Sturgis, care trebuia să fie implicat în reuniunea formației din 1987 și a interpretat în câteva melodii de pe Aqua. Aria a fost lansat în Statele Unite abia în 1995.
În noaptea de Anul Nou 1996 o țeavă spartă a inundat camera de control de la studioul de înregistrări Electric Palace al lui Payne și Downes. Printre echipamentele pierdute a fost găsit intact un depozit ce coținea materiale nelansate. Formația a decis să lanseze colecția Archiva pe două discuri, o colecție de melodii care au fost înregistrate pentru primele trei albume Payne/Downes dar care nu au fost niciodată lansate. În februarie 1996 a fost lansat următorul album de studio al formației, Arena, având ca membri pe Downes, Payne, Sturgis, Ibrahim și pe Elliott Randall în calitate de invitat. Albumul conține melodia "The Day Before the War", cea mai lungă melodie lansată vreodată de formație. Albumul a fost lansat prin Resurgence Records dar nu a avut loc niciun turneu din cauza lipsei de interes.
În septembrie 1997 formația a înregistrat albumul acustic Live at the Town & Country Club (lansat în 1999) în care formația era alcătuită din Payne, Downes, Ibrahim și toboșarul Bob Richards.
În 1999 s-au lansat discuții pentru refacerea formulei originale a trupei (fără Howe). Proiectul original includea pe chitaristul Dave Kilminster care a mai lucrat și cântat în turnee alături de Wetton. Deși Howe era interesat să participe la o reuniunea nu a fost capabil din cauza programului încărcat cu Yes. Reuniunea nu a mai avut loc iar Asia a mers mai departe cu John Payne și Downes.
În 2001 a fost lansat albumul Aura care includea trei chitariști de studio diferiți, inclusiv Ian Crichton (chitarist al formației canadiene de rock progresiv Saga) care s-a alăturat temporar formației Asia în 1998-1999. Aura avea un caracter apropiat de rockul progresiv dar tot nu a reușit să obțină succesul comercial al primului album. Foștii membri Howe, Thrall, Sturgis și Elliot Randall au interpretat în calitate de invitați. Single-ul de pe album, "Ready to Go Home", abia a fost promovat. În 2001 formația a semnat un contract cu Recognition. În acel an formația a avut o formulă stabilă alcătuită din Payne, Downes, chitaristul Guthrie Govan și toboșarul Chris Slade (fost membru Manfred Mann's Earth Band, The Firm, Uriah Heep și AC/DC. Asia va efectua primul turneu de după 1994 în care a inclus prima vizită în Statele Unite de după 1993.
În 2003 Payne și Downes au efectuat turneul "Asia Across America Tour" care a captat atenția mediei naționale. Interpretând "unplugged", interpretau oriunde în Statele Unite unde fanii cereau cu condiția să existe locație și ca fanii să strângă 3.000 de dolari pentru a acoperi cheltuielile.
În 2004 formația a lansat albumul Silent Nation care a marcat o îndepărtare de la tradiție prin faptul că era primul album al cărui nume să nu fie format dintr-un singur cuvânt care să înceapă și să se termine cu litera "A" (excepție făcând albumul de studio/compilația Then & Now).
În august 2005 Slade a părăsit formația fiind înlocuit cu toboșarul Jay Schellen. Noua formație a început să lucreze la un album care trebuia să se numească Architect of Time și planificat pentru lansare în 2006 dar anumite probleme au dus la abandonarea acestui plan.

### 2006-2013: Refacerea formației originale
La începutul anului 2006 s-a încheiat parteneriatul dintre Downes și Payne când Downes a părăsit pentru o reuniune a formulei originale sub numele Asia, o despărțire pe care Payne a descris-o ca fiind "dureroasă". Când Downes a părăsit formația în 2006 Payne deținea o mare parte din drepturile numelui formației până când o înțelegere legală a fost semnată în managerii celor două formații. Membrii originali înregistrează și interpretează exclusiv ca Asia. Pe 9 mai 2006 John Payne, Geoff Downes, John Wetton, Carl Palmer și Steve Howe au fost de acord ca Payne să continue activitatea sa de 15 ani cu Asia sub numele de Asia Featuring John Payne.
Downes și cei trei membri originali (Wetton, Palmer și Howe) s-au întâlnit la începutul anului 2006 pentru a discuta planurile de viitor ale formației. Au anunțat că această formulă refăcută a formației Asia va lansa un CD, un DVD și un turneu pentru a marca 25 de ani de la înființarea formației. Formația a asigurat drepturile numelui Asia și au efectuat un turneu cu descrierea Four Original Members of Asia. Melodiile interpretate cuprindeau mare parte din primul album și câteva melodii de pe al doilea precum și câte o melodie de la Yes, King Crimson, Emerson, Lake & Palmer și The Buggles pentru a recunoaște istoria fiecărui membru al formației.
Turneul a început pe 29 august 2006 în Rochester, New York. Geffen a lansat și compilația The Definitive Collection în septembrie și a ocupat locul 183 în Statele Unite - prima prezență a formației Asia în topuri după 1990.
Turneul a continuat și în 2007. Majoritatea spectacolelor au avut loc cu casa închisă, inclusiv cele șapte spectacole din Japonia. Tot în 2007 formația a lansat Fantasia: Live In Tokyo pe CD și DVD prin Eagle Records pentru a comemora 25 de ani de la înființare și pentru a documenta succesul turneului din 2006-2007.
La mijlocul anului 2007 toți cei patru membri originali au mers în studio pentru a înregistra un nou album, fiind prima dată când cei patru membri originali au înregistrat ceva împreună după albumul Alpha din 1983. Formația a continuat să fie în turneu până când o operație pe cord a lui Wetton a determinat ca spectacolele din 2007 să fie reprogramate pentru 2008. Noul album de studio, intitulat Phoenix, a fost lansat pe 14 aprilie 2008 prin Frontiers Records. Coperta albumului a fost realizată de artistul Roger Dean. Albumul Phoenix a înregistrat un succes comercial atât în Statele Unite cât și în Europa dar și în Japonia. A debutat pe locul 73 în Billboard 200 fiind prima prezență în top a formației cu un album de studio după 1985.
În vara anului 2009 Asia a efectuat un turneu în Statele Unite împreună cu Yes. Asia a deschis cu un spectacol de 55 de minute iar Yes a încheiat cu un spectacol de o oră și 50 de minute. De pe albumul Phoenix a fost interpretată doar melodia "An Extraordinary Life"; restul melodiilor proveneau de pe primele două albume plus câte o melodie de la The Buggles ("Video Killed the Radio Star"),  King Crimson ("In the Court of the Crimson King") și Emerson, Lake & Palmer ("Fanfare for the Common Man").
Pe 26 aprilie 2010 formația a lansat următorul album, Omega.
Formația a finalizat un nou album de studio pentru a coincide cu cea de-a 30-a aniversare a formației, intitulat XXX, și a fost lansat pe 2 iulie 2012. Albumul a debutat pe locul 134 în Statele Unite. În Regatul Unit a ocupat locul 69, fiind albumul Asia cu cea mai bună clasare în această țară de după Astra. În septembrie 2012 au interpretat patru spectacole în Japonia și au început un turneu nord-american pe 11 octombrie 2012. Totuși, turneul britanic a trebuit să fie anulat după câteva spectacole după ce Carl Palmer s-a infectat cu E. coli.

### 2013: Retragerea lui Howe șiGravitas
Pe 10 ianuarie 2013 Howe a anunțat retragerea din formație pentru a se ocupa de alte proiecte, inclusiv Yes, punând punct refacerii formulei originale. Asia a anunțat că vor continua cu noul chitarist Sam Coulson și lucrează la un nou album intitulat Gravitas.

## Componență
| Membri actuali - John Wetton - vocal, chitară bas, chitară (1981-1983, 1984-1986, 1989-1991, 2006–prezent) - Geoff Downes - clape, keytar, back vocal (1981-1986, 1990–prezent) - Carl Palmer - baterie, percuție (1981-1986, 1989-1992, 2006-prezent) - Sam Coulson - chitară (2013–prezent) | Foști membri - Steve Howe - chitară, mandolină, back vocal (1981-1984, 1991-1993, 2006–2013) - Greg Lake - vocal, chitară bas (1983-1984) - Mandy Meyer - chitară, back vocal (1984-1986) - Alan Darby - chitară (1989) - Holger Larisch - chitară (1989) - John Young - clape, back vocal (1989) - Vinny Burns - chitară, back vocal (1992-1993) - Al Pitrelli - chitară (1991-1992, 1993-1994) - Elliott Randall - chitară (1996) - Bob Richards - baterie (1997) - Aziz Ibrahim - chitară, back vocal (1994-1998) - Mike Sturgis - baterie, percuție (1994-1997, 1998-1999) - Ian Crichton - chitară (1998-1999) - Chris Slade - baterie, percuție (1999, 2000-2005) - John Payne - vocal, chitară bas, chitară (1991-2006) - Guthrie Govan - chitară, back vocal (2000-2006) - Jay Schellen - baterie, percuție (2005-2006) - Nigel Glockler - baterie, percuție (1988-1991) - Keith More - chitară, back vocal (1993) - Pat Thrall - chitară, back vocal (1990-1991) - Trevor Thornton - tobe (1992-1993) - Susie Webb - back vocal (1989) - Zoe Nicholas - back vocal (1989) |

## Discografie
- 1982: Asia
- 1983: Alpha
- 1985: Astra
- 1990: Then & Now (jumătate album de studio, jumătate album greatest hits)
- 1992: Aqua
- 1994: Aria
- 1996: Arena
- 2001: Aura
- 2004: Silent Nation
- 2008: Phoenix
- 2010: Omega
- 2012: XXX
- 2014: Gravitas - în lucru